# Алі Реза Пехлеві
Принц Алі Реза Пехлеві (28 квітня 1966, Тегеран, Іран — 4 січня 2011, Бостон, США) — молодший син Мохаммеда Реза Пехлеві і його третьої дружини, шахбану Фарах.

## Біографія
Алі Реза Пехлеві жив у США, де отримав звання бакалавра в Принстонському університеті та звання магістра гуманітарних наук Колумбійського університету. Навчався в Гарварді з метою отримати звання доктора філософії по Стародавньому Ірану та філології. Принц заявляв, що хоче відродити в Ірані монархію, однак лише конституційну.

## Смерть
За словами старшого брата, Алі Реза, як і мільйони молодих іранців, важко переживав негаразди, що спіткали його батьківщину. Через це він покінчив життя самогубством 4 січня 2011 року, вистріливши собі в голову.